# Pinos Puente
Pinos Puente – gmina w Hiszpanii, w prowincji Grenada, o powierzchni 91,88 km². W 2012 roku gmina liczyła 10 982 mieszkańców.
Gospodarka gminy opiera się na ważnym nawadnianym rolnictwie i hodowli zwierząt.